# Wakaliwood
Wakaliwood, également connu sous le nom de Ramon Film Productions, est un studio de cinéma basé à Wakaliga, un bidonville de la capitale ougandaise Kampala fondé en 2005.  
Son fondateur, directeur et unique réalisateur est Isaac Nabwana alias Nabwana IGG surnommé le Tarantino de l'Ouganda ; et le nom de Ramon Film Productions est un hommage d'IGG à ses grands-mères Rachael et Monica qui l'ont élevé et protégé durant la guerre civile ougandaise de 1981-1986 (appelée guerre de brousse) (le film documentaire ougandais de 2010 Kengere raconte l'un des crimes de guerre commis à cette époque) . 
En 2005, époque du tout premier film ougandais (Feeling Struggle de Hajj Ashraf Ssemwogerere), Nabwana IGG, à 32 ans, se fait la main en tournant des vidéoclips pour des musiciens locaux ;  puis il tourne plus d'une quarantaine de films dont une dizaine ont disparu à la suite d'une coupure de courant qui a grillé le disque dur bricolé par le réalisateur (dont le film Tebaatusasula). 
Wakaliwood est surtout connu pour les budgets très faibles de chaque film (en général environ 150 euros ; 200 dollars américains). 
Les acteurs jouent dans un mélange d'anglais (langue officielle de l'Ouganda) et de luganda (idiome le plus parlé en Ouganda) (et non en swahili, seconde langue officielle de l'Ouganda).
Les films produits sont en général ultra-violents, inspirés des films d'action et de Kung-fu de Hong-Kong et des États-Unis. Les autorités ougandaises critiquent la violence de ces films ; IGG fait remarquer que cette violence est grand-guignolesque par rapport à la misère réelle des bidonvilles dont son cinéma est issu : « Mes films portent un message, car ils évoquent la vie des pauvres du ghetto, des taudis de Kampala. On essaye de montrer à tous -et surtout au gouvernement- qu'il faut arrêter de se préoccuper uniquement du sort des plus riches. C'est pour ça qu'on parle des enfants, qui sont terriblement maltraités dans le bidonville. Voilà pourquoi mes films doivent aussi avoir ce côté réaliste ». Ses productions restent cependant ouvertement humoristiques. 
Les productions les plus connues sont Who Killed Captain Alex? (la bande-annonce téléchargée avec difficultés sur Youtube en 2011 a cumulé plus d'un million de vues en quelques jours), Bad Black et Tebaatusasula.
En 2019, pour le projet de l'artiste français Louis-Cyprien Rials,, dans le cadre du Prix Sam pour l'art contemporain, ils réalisent un remake du film japonais Rashomon de Akira Kurosawa intitulé Boda-Boda Killer (Trashomon) pour l'exposition Au bord de la route de Wakaliga au Palais de Tokyo, à Paris.
Le film Football Kommando est présenté dans le cadre de la documenta 15 à Cassel, quinzième édition de cette manifestation quinquennale d'art contemporain.

## Filmographie
- My School Days (1er film long métrage d'IGG, jamais sorti, qui mettait en scène un vampire à Mobylette)
- Valentine: Satanic Day (2010)
- Tebaatusasula (2010 film perdu)
- Who Killed Captain Alex? (2010)
- The Return of Uncle Benon (2011)
- Rescue Team (2011)
- Bukunja Tekunja Mitti: The Cannibals (2012)
- Black: The Most C.I.D. Wanted (2012)
- The Crasy World : A Waka Starz Movie (2015)
- Bukunja Tekunja Mitti: The Cannibals (2015)
- The Revenge (2015)
- Attack on Nyege Nyege Island (2016)
- Bad Black (en) (2016)
- Once a Soja (Agubiri The Gateman) (2017)
- The Ivory Trap (2017)
- Kapitano (2018)
- Crazy World (2019)
- Boda-Boda Killer (Trashomon) ( 2019 )
- Football Kommando (2022)
- Operation Kakongoliro! The Ugandan Expendables (à venir)
- Eaten Alive in Uganda (à venir)
- Tebaatusasula: Ebola (à venir)
- Revenge 2 (à venir)
- Plan 9 From Uganda (titre provisoire)
- Benon (date inconnue)
- Ejjini Kyaalo (date inconnue)
- Ejjini Lye Ntwetwe (date inconnue)
- Juba: The Snake Girl (date inconnue)
- Night Dancers: Fueled by Meat, Driven by Blood (date inconnue)